# جيل كورتيل (أورن)
جيل كورتيل هي بلدية في أورن في شمال غرب فرنسا.